# Suregada lanceolata
Suregada lanceolata är en törelväxtart som först beskrevs av Carl Ludwig von Willdenow, och fick sitt nu gällande namn av Carl Ernst Otto Kuntze. Suregada lanceolata ingår i släktet Suregada och familjen törelväxter. Inga underarter finns listade i Catalogue of Life.